# Channel Four Television Corporation
Channel Four Television Corporation (с англ. — «Телевизионная корпорация 4-го канала») — статутная корпорация.

## Телевещательная деятельность корпорации
Корпорация ведёт с 1982 года вещание по Channel 4 (4-му каналу), а также по каналам Film4, E4, More4, 4seven и 4Music.

## Владельцы фондов
Все 100% фондов корпорации принадлежат правительству Великобритании .

## Руководство
Руководство корпорацией осуществляют:
- советом директоров[2] (board);
- генеральным директором (chief executive).